# Asiru Phatjata
Asiru Patjata o Asiru Phatjata (en aimara: phat'jaña, traducido al español: serpiente dividida) es un cerro en Perú, situado a una altitud de unos 3895 metros (12 779 pie). Se ubica en la región Puno, provincia de Yunguyo, distrito de Yunguyo. Asiru Patjata se encuentra cerca del lago Titicaca en la autopista que conecta Yunguyo y Puno, al sur del pueblo Asiru Patjata (Acero Patjata) y al norte de la montaña Khapia.

## Área arqueológica
En el cerro hay una zona arqueológica. Fue declarado Patrimonio Cultural de la Nación (Patrimonio Cultural) del Perú por el Instituto Nacional de Cultura.